# Lourenço Pires Chaves
Lourenço Pires Chaves, flaviense, foi fundador de um hospital em Chaves e logo após a reconstrução de Chaves no reinado de D. José III, criou na margem direita do Tâmega e perto das nascentes termais, uma albergaria e a Capela de Santa Catarina. 
A respeito de Lourenço Pires Chaves escreveu o Dr. Silva Correia citando Gonçalves Coelho e o seu estudo sobre Notre Dame de Roquemadour em Portugal
Na época um segundo hospital foi fundado pela Rainha D.Mafalda, esposa de D. Afonso Henriques, e parece este último, ter sido administrado pelas Confrades de Nossa Senhora de Roquemadour.
- Esta citação que tem como suporte o livro: Chaves, Cidade Antiga, de Francisco Gonçalves Carneiro e toponímia Flaviense, de Firmino Aires, que a Câmara de Chaves perpetuou na sua toponímia.